# 李時馨
李时馨（？—？），字望文，陕西绥德州人。

## 生平
少颖悟，年六岁，读书即成诵。十八补博士弟子员，寻选太学生。万历四十三年（1615年）乙卯科陕西乡试举人，四十七年（1619年）己未科進士，初授行人司行人，天啓五年四月考选，授南京浙江道御史，追论熊廷弼、赵南星、杨涟等。疏参川湖总督张我续侵盗饷银练兵；尚宝司卿须之彦、南京操江右佥都御史熊明遇党附东林。巡按江南，又巡按浙江。天啓四年杭州兵变，株连平民四百余家，时馨止诛其渠魁，余悉免罪。三载期满，七年巡视屯马，三月奏进摉括节省助工银两。崇祯元年被弹劾媚奸，遂归。优游林泉垂二十余年，以寿终。